# Madden NFL
Madden NFL ist eine nach dem amerikanischen Footballtrainer John Madden benannte, seit 1988 im jährlichen Rhythmus veröffentlichte Reihe von American-Football-Sportsimulationen für PCs und Spielkonsolen. Madden NFL zählt neben FIFA zu den wichtigsten Sportlizenzen des amerikanischen Spielepublishers Electronic Arts. Der Erfolg der Reihe steht stellvertretend für den Aufstieg des Konzerns zu einem der weltweit größten Spieleanbieter und ist ein Grundstein für EAs Marktführerschaft im Bereich der Sportsimulationen. Die Entwicklung liegt seit dem 1995 veröffentlichten Madden NFL ’96 bei Electronic Arts Tiburon (EA) und wird unter dem Label EA Sports veröffentlicht. Die Serie ist seit 1993 ein offiziell von der NFL lizenziertes Produkt und besitzt seit 2005 eine Exklusivlizenz, die ihr die alleinige Nutzung sämtlicher Mannschafts- und Ligadaten einräumt. Der jüngste Ableger der Serie ist Madden NFL 25.

## Beschreibung
Auf der Suche nach einem Testimonial für das Produkt, vereinbarte Electronic Arts ein Treffen mit John Madden, dem früheren Superbowl-Trainer der Oakland Raiders. EA-Unternehmenschef Trip Hawkins präsentierte Madden Mitte der 1980er auf der Fahrt zu einem TV-Termin zusammen mit Programmierer Robin Antonick seine Vorstellung von einer Footballsimulation, bei der sich die Spielerzahl wegen der zu niedrigen Hardwareleistung der aktuellen Spielgeräte ursprünglich auf sechs oder sieben statt der offiziellen elf Spieler begrenzen sollte, einer für Sportsimulationen zu diesem Zeitpunkt gängigen Maßnahme. Damit stieß er bei Madden auf strikte Ablehnung, der nur einer möglichst realitätsgetreuen Simulation seinen Namen leihen wollte: “If it isn’t 11 on 11, it isn't real football. I’m not putting my name on it if it’s not real.” (deutsch: „Wenn es nicht 11 gegen 11 ist, dann ist es kein richtiges Football. Ich werde meinen Namen nicht für etwas hergeben, was nicht realistisch ist.“) EA begann mit der Suche nach einer Möglichkeit, Maddens Vorgaben umzusetzen.
1986 veröffentlichte der amerikanische Entwickler Bethesda Softworks die abstrakte, taktische Football-Simulation Gridiron!. In Gridiron! wird dem Spieler aus der Vogelperspektive ein einfach skizziertes Spielfeld präsentiert, auf dem sich 22 Punkte bewegen, die die Spieler symbolisieren. Eine Besonderheit von Bethesdas Spiel war, dass die Durchführung der Spielzüge nicht allein anhand von Statistiken vorherberechnet wurde, sondern auch eine frühe Form der Spielphysik berücksichtigte. Beispielsweise konnten größere und schwerere Spieler Tacklingversuche von kleineren, leichteren Spielern durchbrechen. Ball und Spieler interagierten sowohl miteinander als auch mit Umwelt, was dem Titel retrospektiv Beurteilungen wie „erstes modernes Sportspiel“ einbrachte. EA schloss mit Bethesda einen Vertrag über die Entwicklung einer Fortsetzung zu Gridiron!. Trotz des Vertrages wurde die Kooperation nie umgesetzt. Stattdessen klagte Bethesda Electronic Arts 1988 vor Gericht an, die Veröffentlichung eines Nachfolgers zu Gridiron! absichtlich zu verzögern und große Teile von Bethesdas Programmcode missbräuchlich für die Entwicklung eines eigenen Footballspiels verwendet zu haben. Dafür forderte Bethesda von EA 7,3 Millionen US-Dollar. Inwiefern die Vorwürfe zutrafen und wie groß der Beitrag von Bethesda zum späteren John Madden Football war, wurde nie öffentlich geklärt, doch noch 2002 behauptete Bethesda-Gründer Chris Weaver weiterhin, dass Madden ursprünglich auf dem Code von Gridiron! basierte.
Die erste Auflage des Spiels entstand schließlich intern bei Electronic Arts und kam 1988 unter dem Titel John Madden Football für den Apple II, ein Jahr später auch für MS-DOS und Commodore 64 auf den Markt. Die verfügbare Hardwareleistung erwies sich jedoch als noch nicht ausreichend. Der Durchbruch kam mit der ersten Konsolenversion für das Sega Mega Drive im Jahr 1990. Ein Jahr darauf erschien das Spiel auch für den Super Nintendo. EA Sports verbessert das Spiel seit 1991 bzw. John Madden Football ’92. Das 1993 veröffentlichte Madden NFL ’94 erwies sich in mehrere Hinsicht als bedeutend. Im selben Jahr hatte EA sein Label ESN (EA Sports Network) auf Bitten des Sportsenders ESPN zu EA Sports geändert. Madden NFL ’94 war das erste Spiel, das den langjährigen Werbeslogan „EA Sports - It’s in the Game“ verwendete. Außerdem erhielt die Reihe erstmals eine offizielle Lizenz der National Football League und dadurch ihren bis heute gültigen Namen. Die Spielerlizenzen kamen zwei Jahre später hinzu.
Es gibt Versionen des Spiels für Xbox, PlayStation 2, GameCube, PlayStation, Microsoft Windows, Nintendo DS, Game Boy Advance, Xbox 360, Wii, iPhone und seit Madden NFL 08 auch für PlayStation 3. Madden NFL 09, das am 28. August 2008 veröffentlicht wurde, war die erste Version, die nicht für PC verfügbar war.
Das Spiel zeichnet sich durch immer größer angelegte Verbesserungen der Spielmechanik, der Grafik und der Simulation aus. Das Spielgeschehen wurde durch John Madden, begleitet von Pat Summerall und später von Monday Night Football-Kommentator Al Michaels, kommentiert. Seit Madden 10 kommentiert NBC-Sportreporter Cris Collinsworth gemeinsam mit Tom Hammond und seit Madden 11 mit Gus Johnson das Spiel.
Am 13. Dezember 2004 gab EA Sports bekannt, dass die Firma für fünf Jahre die exklusiven NFL-Rechte innehat, weshalb es allen anderen untersagt wurde, Spiele mit jeglicher NFL-Lizenz zu vermarkten. Das sahen viele als Versuch EAs an, das absolute Monopol über Footballspiele zu übernehmen. Obwohl nun die Spiele NFL GameDay von 989 Sports und Microsofts NFL Fever vom Markt genommen werden mussten, gab es durch Sega/Take 2s ESPN NFL 2K5 und dessen niedrigeren Verkaufspreis harte Konkurrenz.
Mit Madden NFL 10 (2009) wurde erstmals die Möglichkeit eröffnet, per Micropayment Spielvorteile zu erkaufen.
2013 feierte die Reihe ihr 25-jähriges Bestehen, weshalb der für dieses Jahr veröffentlichte Ableger, anstatt (der Reihenlogik nach) des Titels Madden NFL 14 den abweichenden Titel Madden NFL 25 trug. Das American Museum of the Moving Image richtete anlässlich des Jubiläums eine Sonderausstellung mit dem Titel Madden NFL: 25 Years and Running vom 9. Januar bis 23. Februar 2014 aus.
Seit dem 12. August 2014 ist Madden auch für mobile Endgeräte verfügbar.
Mit Madden NFL 18 wurde wie schon zuvor bei der FIFA-Serie die Frostbite-Engine  ins Spiel eingeführt.
Seit Madden NFL 19 erscheint die Serie nun neben Xbox One und PlayStation 4 auch wieder für PC über die Internet-Vertriebsplattform Origin.

## Erscheinungsdatum
Die Spiele der Madden-NFL-Serie, ab der Version 2003, erschienen alle im August kurz vor Beginn der NFL-Saison. Die Jahreszahl auf dem Cover bezieht sich nicht auf die Jahreszahl der Saison, sondern auf das Jahr, in dem der entsprechende Super Bowl stattfindet. Als Beispiel: Madden NFL 2011 erschien im August 2010 vor Beginn der Saison 2010.

## Rezeption
Madden NFL genießt vor allem auf Electronic Arts’ amerikanischen Heimatmarkt einen hohen Stellenwert und ist eine der wichtigsten Marken von EA Sports. 2013 erwirtschaftete Madden NFL zusammen mit FIFA 67 % des Gesamtumsatzes von EA Sports. Beide Reihen bilden damit die Grundlage für EAs Marktführerschaft im Bereich der Sportsimulationen. Stand 2013 betrug der Absatz aller Madden-Titel über 100 Millionen Einheiten. Historisch wird der Erfolg der Reihe außerdem eng mit dem Aufstieg EAs zu einem der weltweit größten Computerspielhersteller verknüpft.
Madden NFL 19 bekam überwiegend positive Kritiken. Die Online-Datenbank Metacritic ermittelte auf Basis diverser Testberichte einen Metascore zwischen 80 und 82 von 100 möglichen Punkten, je nach unterschiedlicher Spieleplattform. Christian Dörre von PC Games lobte die realistische Darstellung des Sports, bewertete den Story-Modus allerdings als "kitschige und desaströs-peinliche Longshot-Story".

## Der „Madden-Fluch“
Bis 1998 waren alle Cover des Spiels mit John Madden gestaltet, danach wurden besonders populäre NFL-Spieler ausgewählt. Doch die meisten Spieler, die bisher diese Ehre hatten, erlitten in der darauffolgenden Saison großes Pech, weswegen sowohl das Magazin TIME, der Sportsender ESPN als auch das Fanzine Bleacher Report vom „Madden-Fluch“ reden. EA Sports kündigte 2010 an, eine Filmkomödie über den Madden-Fluch zu drehen, aber verfolgt seit 2014 das Projekt nicht weiter.
Die hervorgehobenen Jahreszahlen beziehen sich auf die Maddenversion, nicht zwangsläufig auf das Erscheinungsjahr.
- 1999 war der Coverathlet Garrison Hearst von den San Francisco 49ers, der sich einen Wadenbeinbruch zuzog und fast zwei Jahre nicht mehr spielte.
- 2000 waren die Coverathleten Barry Sanders von den Detroit Lions und Dorsey Levens von den Green Bay Packers. Sanders beendete überraschend seine Karriere, und Levens verletzte sich schwer am Knie.
- 2001 bekam Eddie George von den Tennessee Titans diese Ehre, dem im Playoffspiel gegen die Baltimore Ravens gegen Ray Lewis ein Fumble unterlief, den Lewis zum Touchdown in die Endzone beförderte.
- 2002 wurde Daunte Culpepper von den Minnesota Vikings berufen, dessen Leistungen schlagartig in den Keller sanken (32 Touchdowns, 36 Interceptions) und sich mit seinem Star-Receiver Randy Moss anlegte.
- 2003 war der Coverathlet Marshall Faulk von den St. Louis Rams, der sich kurz darauf an der Ferse verletzte und nie mehr auf demselben Level spielte.
- 2004 wurde Michael Vick von den Atlanta Falcons gewählt, der sich in der Saisonvorbereitung das Bein brach.
- 2005 hieß der Coverathlet Ray Lewis von den Baltimore Ravens, der sich die Hand brach und seine statistisch schlechteste Saison spielte.
- 2006 schmückte Donovan McNabb von den Philadelphia Eagles das Madden-Cover, der sich mehrere Fußverletzungen zuzog, mäßig spielte und sich mit seinem Teamkollegen Terrell Owens anlegte.
- 2007 bekam Shaun Alexander von den Seattle Seahawks diese Ehre, der sich den Fuß brach und nie mehr an seine Leistung anknüpfen konnte.
- 2008 war der Coverathlet Vince Young (Titans), der sich erst am Oberschenkel, dann am Knie verletzte und ebenfalls nie mehr sein vorheriges Level erreichte. Für die erstmalige spanischsprachige Ausgabe des Spiels wurde Luis Castillo von den San Diego Chargers als Coverstar erwählt. Castillo verpasste 6 Spiele durch Verletzungen und fiel in allen statistischen Kategorien hinter seine Leistungen des Vorjahrs zurück.
- 2009 war Brett Favre von den New York Jets zu sehen, der nach einem guten Start mit einem Saisonende von drei Touchdowns und neun Interceptions seine Jets aus dem Playoffrennen rauswarf.
- 2010 wurden Troy Polamalu (Pittsburgh Steelers) und Larry Fitzgerald (Arizona Cardinals) ausgewählt. Polamalu riss sich das Innenband und später das Kreuzband, und Fitzgerald zog sich nach einer sehr guten Regular Season eine Rippenprellung zu, die ihn kurz vor den Playoffs eliminierte.
- 2011 hieß der Coverathlet Drew Brees von den New Orleans Saints. Er schrieb negative Sporthistorie, da seine Saints nach der Play-off-Niederlage gegen die Seattle Seahawks (7:9 Siege in der regulären Saison) das erste Team der NFL-Historie wurde, das in den Playoffs der NFL-Saison 2010 von einem Team mit nur sieben Saisonsiegen besiegt wurde.
- 2012 war Peyton Hillis, Runningback der Cleveland Browns, nach einer Fanabstimmung im Internet überraschend für Ausgabe Madden NFL 12 zum Coverathlet ausgewählt worden. In der auf die Veröffentlichung folgenden Saison 2011 wurde er durch mehrere Verletzungen gebremst und seine statistischen Werte halbierten sich nahezu. Außerdem konnte er aufgrund der Verletzungen nur 10 der 16 Saisonspiele bestreiten.[20]
- 2013 war der Coverathlet Calvin Johnson. Er spielte eine sehr gute Saison, in der er u. a. den NFL-Rekord für gefangene Yards brach, doch seine Detroit Lions gewannen trotzdem nur vier Saisonspiele.
- 2014 Für die 'Next-Gen'-Version (Xbox One und PlayStation 4) wurde Adrian Peterson als Coverathlet ausgewählt. (Für die PlayStation 3 und Xbox 360 Version wurde Barry Sanders als Coverathlet ausgesucht.) Die Saison begann für ihn mit einer persönlichen Tragödie, als sein Sohn vom Freund der Mutter erschlagen wurde. Außerdem erzielte er mit den Minnesota Vikings nur 5 Siege in 16 Spielen und fiel gegen Saisonende mit einer Verletzung aus. Im tatsächlichen Kalenderjahr 2014 wurde Peterson wegen Kindesmisshandlung angeklagt und für die gesamte Saison gesperrt.
- 2015 Für diese Ausgabe wurde Richard Sherman als Coverathlet ausgewählt. Er spielte eine hervorragende Saison und zog mit den Seattle Seahawks in den Super Bowl ein. Er erlitt eine schwere Armverletzung und verlor das Finale mit 24:28 gegen die New England Patriots. Eine öffentliche Super-Bowl-Simulation mit Madden 15 sagte dieses Ergebnis vorher.[21]
- 2016 erhielt Odell Beckham Jr. die Ehre. Er spielte eine gute Saison, doch seine New York Giants verpassten trotzdem die Play-offs.
- 2017 hat Rob Gronkowski von den New England Patriots den Platz auf dem Cover bekommen, der wegen Lungen- und Rückenverletzungen nur acht Spiele bestritt und für die Play-offs ausfiel,[22] aber immerhin der erste Coverathlet wurde, der im selben Jahr den Super Bowl (LI) gewann.
- 2018 wurde Gronkowskis Teamkollege Tom Brady der neue Coverathlet. Mit den Patriots wurde er MVP der Saison und erreichte den Super Bowl (LII), wo er jedoch in der vorletzten Angriffsserie den Ball gefumbled und den Super Bowl verloren hat.
- 2019 kam Wide Receiver Antonio Brown auf das Cover der Madden-Serie. Er verpasste mit den Steelers die Play-offs und verkrachte sich vor dem letzten Spieltag der Saison mit seinem Quarterback Ben Roethlisberger. Brown wurde nach der Saison zu den Oakland Raiders getradet. Dort konnte er nie wirklich Fuß fassen und wurde nach zahlreichen Eskapaden noch vor Saisonstart wieder entlassen. Daraufhin wurde er von den New England Patriots unter Vertrag genommen, aber bereits nach einem Spiel wieder entlassen. Im Anschluss hatte er anhaltend mit persönlichen Problemen zu kämpfen, weshalb er erst 2020 von den Tampa Bay Buccaneers verpflichtet wurde.[23]
- 2020 ist der Quarterback der Kansas City Chiefs, Patrick Mahomes, auf dem Cover. Nachdem der Fluch im Jahr zuvor Antonio Brown besonders stark erwischte, ist der Fluch mit Mahomes Super Bowl Sieg und der Auszeichnung zum Super Bowl MVP endgültig widerlegt.
- 2021 wurde der Quarterback Lamar Jackson von den Baltimore Ravens für das Cover auserwählt.
- 2022 ist John Madden nach mehr als 20 Jahren  wieder auf dem Cover. Das Entwicklerteam wollte Madden, der im Dezember 2021 verstarb, mit 3 unterschiedlich designten Covers ehren.[24]
- 2023 zierte Josh Allen, Quarterback der Buffalo Bills, das Cover von Madden. Er führte die Bills souverän in die Play-offs, scheiterte aber in der Divisional Round am späteren Super-Bowl-Sieger, den Kansas City Chiefs.
- 2024 wurde Christian McCaffrey zum Coverstar ernannt. Aufgrund einer Verletzung an der Achillessehne konnte McCaffrey sein Saisondebüt erst in Woche 10 gegen die Tampa Bay Buccaneers geben. In Woche 13 verletzte er sich am hinteren Kreuzband, was sein Saisonaus bedeutete.

## Der Madden Bowl
Der Madden Bowl ist ein Eliminationsturnier, welches mit der aktuellen Ausgabe von Madden Football abgehalten wird. Seit 1995 findet es während des Super-Bowl-Wochenendes in der Stadt des Gastgebers statt und konnte in der Vergangenheit viele Berühmtheiten und Spieler der NFL als Teilnehmer anziehen. Mittlerweile bekommen allerdings nur noch Spieler der NFL die Möglichkeit zur Teilnahme. Die Teilnehmer können die Mannschaft frei wählen, müssen also nicht zwingend mit ihrem wirklichen Team antreten. Der Sieger erhält die Madden Bowl Trophy und wird im nächsten Teil der Serie erwähnt.

### Sieger des Madden Bowls
- 1995 – Reggie Brooks
- 1996 – Reggie Brooks
- 1997 – Jimmy Spencer
- 1998 – Morris Chestnut
- 1999 – Ray Mickens
- 2000 – Terry Jackson
- 2001 – Jacquez Green
- 2002 – Jacquez Green
- 2003 – Dwight Freeney
- 2004 – Dwight Freeney
- 2005 – Michael Lewis
- 2006 – Alex Smith
- 2007 – Alex Smith
- 2008 – Willis McGahee
- 2009 – Antonio Bryant
- 2010 – Maurice Jones-Drew
- 2011 – Patrick Willis, Chad Ochocinco, und Maria Menounos
- 2012 – Drew Brees, Jimmy Graham, und Tim Tebow
- 2013 – LeSean McCoy
- 2014 – Richard Sherman
- 2015 – Patrick Peterson
- 2016 – Eric Berry

### Sieger der Rookie Madden Bowls (2006–2009)
- 2006 – Alex Smith
- 2007 – Vince Young
- 2008 – Devin Thomas
- 2009 – Vernon Gholston